# Chaînes invisibles
Pour plus de détails, voir Fiche technique et Distribution.
Chaînes invisibles (Catene invisibili) est un film dramatique italien réalisé par Mario Mattoli et sorti en 1942. 

## Synopsis
Alors qu'elle se trouve à Rome pour participer à un tournoi de tennis, la jeune Elena Silvagni, mondaine et frivole, apprend la mort soudaine de son père, un riche industriel lombard. C'est le vieux directeur de l'usine paternelle, l'ingénieur Carlo Danieli, qui lui apprend la nouvelle et devient immédiatement un point de repère et une figure affective pour la jeune fille.
Après avoir découvert par hasard l'existence d'un demi-frère nommé Enrico, Elena décide de s'occuper de lui et de le faire embaucher à l'usine, lui procurant même d'importantes sommes d'argent. Mais Enrico est un insouciant, un criminel et n'a aucune envie de travailler. Ignorant sa relation avec Elena, il ne cherche qu'à profiter d'elle pour gagner plus d'argent.
Traqué par la police, Enrico tente de s'enfuir par la fenêtre, mais meurt en chutant de l'immeuble. Elena, ébranlée par cette terrible expérience, est emmenée au poste de police où l'ingénieur Carlo Danieli vient à son secours. Tous deux prennent conscience de l'importance de leur lien et s'unissent finalement par le mariage.

## Fiche technique
- Titre français : Chaînes invisibles[1]
- Titre italien original : Catene invisibili[2]
- Réalisateur : Mario Mattoli
- Scénario : Francesco Marturano, Mario Mattoli, Vittorio Malpassuti (it), Marcello Marchesi, Aldo De Benedetti
- Photographie : Anchise Brizzi
- Montage : Fernando Tropea (en)
- Musique : Carlo Innocenzi, supervisé par Ugo Giacomozzi (it)
- Décors : architecture d'Ottavio Scotti (it) et Liuben Christow, mobilier de Mario Rappini
- Production : Francesco Marturano, Ettore Rosboch, Carlo Della Posta
- Société de production : Italcine
- Pays de production :  Royaume d'Italie
- Langues originales : italien
- Format : Noir et blanc - 1,37:1 - Son mono - 35 mm
- Durée : 90 minutes
- Genre : Mélodrame familial
- Dates de sortie :
  - Royaume d'Italie : 1er avril 1942
  - France : 24 mars 1943

## Distribution
- Alida Valli : Elena Silvagni
- Carlo Ninchi : ingénieur Carlo Danieli
- Andrea Checchi : Enrico Leti
- Giuditta Rissone : Matilde Silvagni
- Carlo Campanini : Cesare Tani
- Jone Morino : la mère d'Enrico
- Luigi Almirante : ami de la famille Silvagni
- Ciro Berardi : Giulio Berri
- Armida Bonocore : secrétaire de Danieli
- Paolo Bonecchi : avocat du plaignant
- Arturo Bragaglia : serveur de Tani
- Giorgio Costantini (it) : médiateur
- Ada Dondini : bouquetière
- Carlo Mariotti : secrétaire du commissaire
- Nino Marchesini : membre du conseil d'administration
- Virgilio Gottardi : ami de tennis d'Elena
- Adolfo Geri : ingénieur Marini
- Oreste Fares : notaire public
- Cesare Fantoni : le majordome de Silvagni
- Elide Spada : Claretta
- Umberto Spadaro : l'ami d'Enrico au billard
- Mirella Scriatto : Daniela, la vendeuse du fleuriste
- Gioconda Stary : La servante de Silvagni
- Aldo Pini : le compagnon équivoque d'Enrico
- Giovanni Petrucci : Gino, le barman
- Lionello Zanchi : l'employé de Danieli dans le train
- Guido Verdiani : le docteur Moretti
- Patrizia Muller : l'amie d'Elena
- Armando Migliari : commissaire
- Renato Malavasi : employé de l'hôtel
- Augusto Marcacci : directeur de l'hôtel
- Giovanni Dolfini : gardien de prison
- Delia Cancellotti : amie d'Elena
- Giovanni Cimara : industriel milanais